# Tempesta sobre Washington
Tempesta sobre Washington (títol original en anglès Advise and Consent) és una pel·lícula estatunidenca dirigida per Otto Preminger i estrenada l'any 1962.Ha estat doblada al català.

## Argument
Robert Leffingwell és el candidat presidencial a la secretaria d'Estat. Abans de ser aprovat en el seu càrrec, ha de superar una investigació del Senat per saber si és digne del lloc. Al capdavant del comitè hi ha l'idealista senador Brig Anderson, que aviat descobreix un passat de tèrboles maniobres polítiques, incloent-hi la pertinença de Leffingwell a una organització comunista. Quan Leffingwell testimonia sobre les seves inclinacions polítiques, prova la seva innocència. Més endavant, però, Anderson descobrirà que va mentir.

## Comentaris
Excel·lent repartiment per a un film que denuncia la corrupció política a les altes esferes. Adaptació d'una novel·la d'Allen Drury sobre els secrets de la política parlamentària nord-americana. Més enllà de la seva anècdota dramàtica, que en alguns moments és víctima del seu propi artifici, és una composició extraordinàriament rigorosa, en la qual, al final, totes les peces encaixen.

## Repartiment
- Henry Fonda: Robert A. Leffingwell
- Charles Laughton: Senador Seeb Cooley
- Don Murray: Senador Brig Anderson
- Walter Pidgeon: Senate Majority Leader Bob Munson
- Peter Lawford: Senador Lafe Smith
- Gene Tierney: Dolly Harrison
- Franchot Tone: El president
- Lew Ayres: Vicepresident Harley Hudson
- Burgess Meredith: Herbert Gelman
- Eddie Hodges: Johnny Leffingwell
- Paul Ford: Senate Majority Whip Stanley Danta
- George Grizzard: Senador Fred Van Ackerman
- Inga Swenson: Ellen Anderson
- Edward Andrews: Senador Orrin Knox
- Paul McGrath: Hardiman Fletcher
- Will Geer: Senate Minority Leader Warren Strickland
- Betty White: Senador Bessie Adam